# Уолфиш-Бей (бухта)
Уолфиш-Бей (африк. Walvisbaai, нем. Walfischbucht или Walfischbai, англ. Walvis Bay — китовая бухта) — бухта в Атлантическом океане на юго-западном побережье Африки. Расположена в акватории Намибии.
Длина залива 10 километров, ширина возле входа — больше 10 километров, максимальная глубина около 11 м. Приливы каждые 12 часов до 1,5 метра.
С запада ограничена мысом Пеликан. На восточном побережье бухты расположен город Уолфиш-Бей.